# Porta Catularia
La porta Catularia era una porta cittadina nelle mura di Roma.

## Storia
Sono scarsissime le notizie sulla porta, sulla quale ci sono solo pochi riferimenti letterari. La sua posizione sembra dover coincidere con la base della cordonata michelangiolesca che sale alla piazza del Campidoglio.
Non è compresa nella originale cinta delle mura serviane (che in quel punto non scendevano così in basso), ma appartiene alla seconda cinta in cappellaccio costruita nell'87 a.C., relativa probabilmente alla sistemazione che del colle capitolino curò Lutazio Catulo.
Fu aperta verosimilmente per consentire un accesso più agevole al Campidoglio dalla parte del quartiere del Campo Marzio, che aveva ormai assunto notevoli dimensioni, oltre ad aver accresciuto la sua importanza dal punto di vista politico e militare.
L'origine del nome va ricercata con molta probabilità nel nome dello stesso Lutazio Catulo, ma Festo la farebbe invece risalire al sacrificio di un cane che veniva annualmente celebrato nelle vicinanze. Anche Ovidio descrive il sacrificio di un cane, celebrato al V miglio della via Claudia durante la festa dei Robigalia (il 25 aprile) per scongiurare Robigus, dio (o dèa?) della ruggine del grano, a non bruciare le messi con il caldo eccessivo, la canicula, che viene dopo la levata eliaca di Sirio nella costellazione di Canis Maior.